# Ludvíkovice
Ludvíkovice é uma comuna checa localizada na região de Ústí nad Labem, distrito de Děčín.